# Jacobus Eyndius
Jacob van den Eynde (Delft, 1575 – Haamstede, 11 september 1614) ook bekend als Jacques van den Eynde, en beter bekend als Jacobus Eyndius, was een Nederlandse dichter, wetenschapper, historicus en kapitein. Zijn bekendste werk is de Chronici Zelandiae. Zijn motto was Marte prudens pace clemens.

## Vroege jaren
Jacob van den Eynde werd in 1575 in Delft geboren als zoon van Jhr. Jacob van den Eynde, de gouverneur van Woerden, en Maria van Hogendorp. In 1609 trouwde Van den Eynde met Clara / Claire van Raaphorst / Raephorst. Ze was de dochter van Albert de Raephorst en Agathe de Culembourg. Haar moeder was de dochter van een bastaard genaamd Palensteyn, van het huis van Culembourg. Ze had de heerlijkheid van Haamstede, op het eiland Schouwen, gekocht van de heer uit Cruyningen. Bij hun huwelijk kreeg Van den Eynde het bewind van Hamstede van zijn vrouw. Na zijn vroegtijdige dood hertrouwde ze met Jacob de Witte, die consequent de regel erfde, aangezien Van den Eydne geen kinderen had.

## Militaire loopban

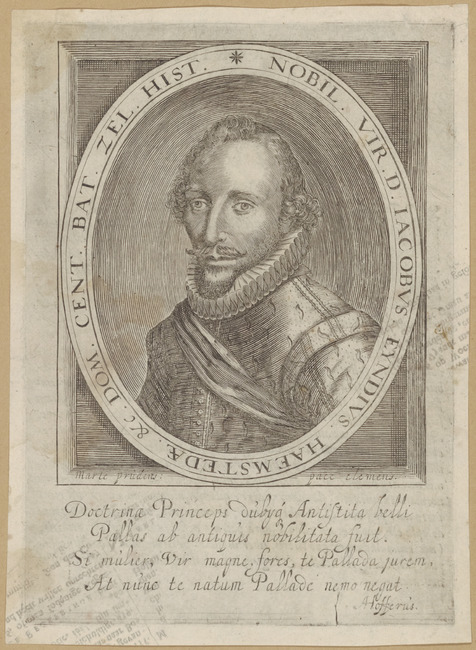
Jacob van den Eynde

Na zijn studie vervolgde hij een militaire loopbaan en was hij kapitein van een infanterieregiment in dienst van Maurits, Prins van Oranje. Hij onderscheidde zich in deze functie. Zijn militaire carrière weerhield hem er niet van zijn passie voor de brieven te cultiveren. Van den Eyndes vader Jacob, gouverneur van Woerden, was zelf auteur van poëzie in het Latijn.
Om zich volledig aan het schrijven te wijden, onderbrak Van den Eynde zijn militaire loopbaan. Er is onzekerheid over wanneer hij dat deed, maar hij is waarschijnlijk vertrokken ter gelegenheid van het Twaalfjarig Bestand.

## Poëzie

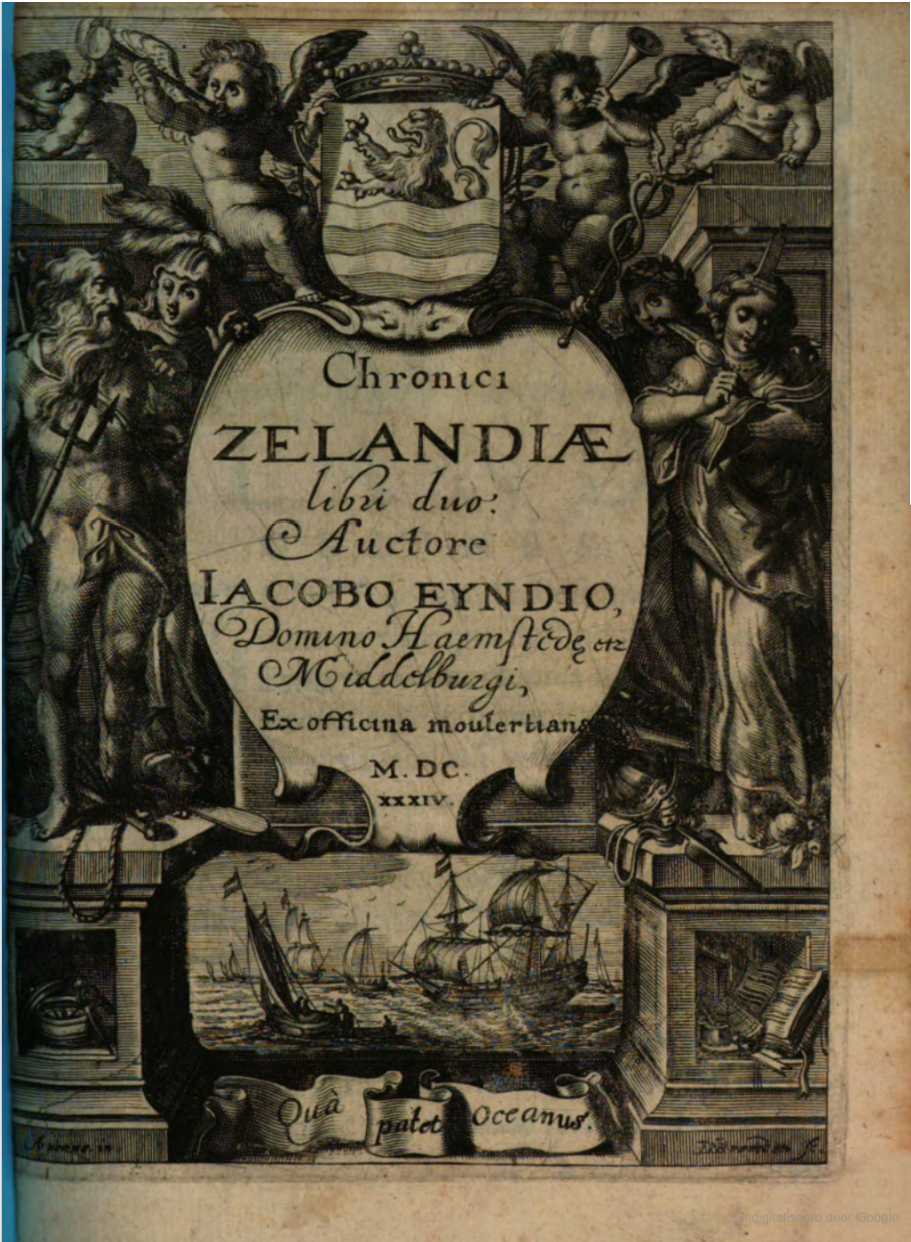
Front page of the Chronici Zelandiae (1634)

Eyndius was goed thuis in poëzie. Zijn werken tonen zijn vaardigheden op het terrein de letteren, vooral in Latijnse poëzie. [1] Hij beheerste ook Grieks, en de Antiquité profane. Zijn bekendste dichtbundel is de Poëmata. Deze dichtbundel is onderverdeeld in zes secties, namelijk: Nassovica; Belli Flandrici libri duo; Mars exul.; Senatus Convivalis; Epicedium in acerbum Jani Dousae sunus ; Nugarum liber unus.
De eerste twee boeken zijn in heroïsche verzen. In 1614 prees Adrien Hoffer hen als volgt:
Quid rear? armatusne in te spiravit Apollo,
 Ac docuit quo sint bella gerenda modo?
 An studiis, Eyndii, Mavors operatur honestits,
 Suggesit quo sint bella canenda pede?
Het laatste boek ( Nugarum één ) van de Poëmata werd later herdrukt met enkele stukken door Daniel Heinsius. Ole Borch gaf commentaar op Van den Eynde-gedichten: Faverunt & Musae Jacobo Eyndio, Centurioni Batavo, cujus Bellum Flandricum [...] non parum gratiae habet: durior ejusdem Mars exul: venustiores Elegi, nec adeo in Nugis nugatur.

## Werken
Tijdens zijn verblijf in Haamstede schreef Eyndius twee boeken in het Latijn; een kroniek van Zeeland, de eerste in zijn soort. Het onvoltooide werk raakte na de dood van Van den Eynde in de vergetelheid, maar werd gered door de Staten van Zeeland. Die gaven het uit onder de naam Chronici Zelandiae Libri duo auctore Jacobo Eyndio, Domino Haemstede. Volgens de 19e-eeuwse biograaf Samuel de Wind is dit werk een "schat van geleerdheid" en, van al degenen die over Zeeland zijn geschreven, "ten hoogste lezenswaardig". Het eerste boek van de Chronici werd in het Nederlands vertaald door Mattheus Smallegange, en integraal opgenomen in diens Nieuwe Cronyk van Zeeland.
De editie van 1634 van de Chronici bevat een voorwoord van 22 pagina's, met een toewijding aan de Staten van Zeeland en een dankbetuiging aan de tekstbezorger en raadspensionaris Johan de Brune en aan de drukker Simon Moulert; een paar gedichten ter ere van de auteur, en een heel kort voorwoord. Het eerste boek, dat eindigt op pagina 131 van de eerste druk, gaat over de 'oudheden van Zeeland'. Het eerste boek werd door veel tijdgenoten gezien als poëtisch en esoterisch; het zou de feiten zelden ophelderen. Eyndius presenteert de lezer – volgens een Zuid-Nederlandse biograaf – "maar een paar citaten, hors d'oeuvre, vermoedens en raadsels". Hij is concreter in het tweede boek, waar zijn stijl echter nog steeds vaag en grof is en hij vooral Tacitus lijkt te imiteren. Enerzijds probeerde hij delen van de geschiedschrijving van het Hollandse gravenhuis als mythen te ontkrachten. Aan de andere kant verzon hij ook nieuwe mythen waarin Zeeland centraal stond, zoals de bwering dat de zuilen van Hercules daar te vinden waren. Eyndius' kritische werk staat in de schaduw van grote namen in de Nederlandse geschiedschrijving als Petrus Scriverius (1576-1660) en Simon van Leeuwen (1626-1682).
De Saltationibus Veterum van Van den Eynde is opgedragen aan Joseph Scaliger. Het werk lijkt te zijn opgenomen door Johannes Georgius Graevius deze Tresor des antiquites romaines.
- Poëmata (1611)
- Chronici Zelandiae libri duo (1634)
- De Saltationibus Veterum
- Hydropyricon liber

## Nalatenschap
Eyndius' werken werden gered door de Staat Zeeland, en twintig jaar na zijn dood gepubliceerd. Zijn kronieken van Zeeland werden geprezen als de beste in hun soort. Het werk inspireerde Mattheus Smallegange, die het voortzette in zijn Nieuwe Cronyk van Zeeland.